# Euchorthippus
Euchorthippus är ett släkte av insekter. Euchorthippus ingår i familjen gräshoppor.

## Bildgalleri

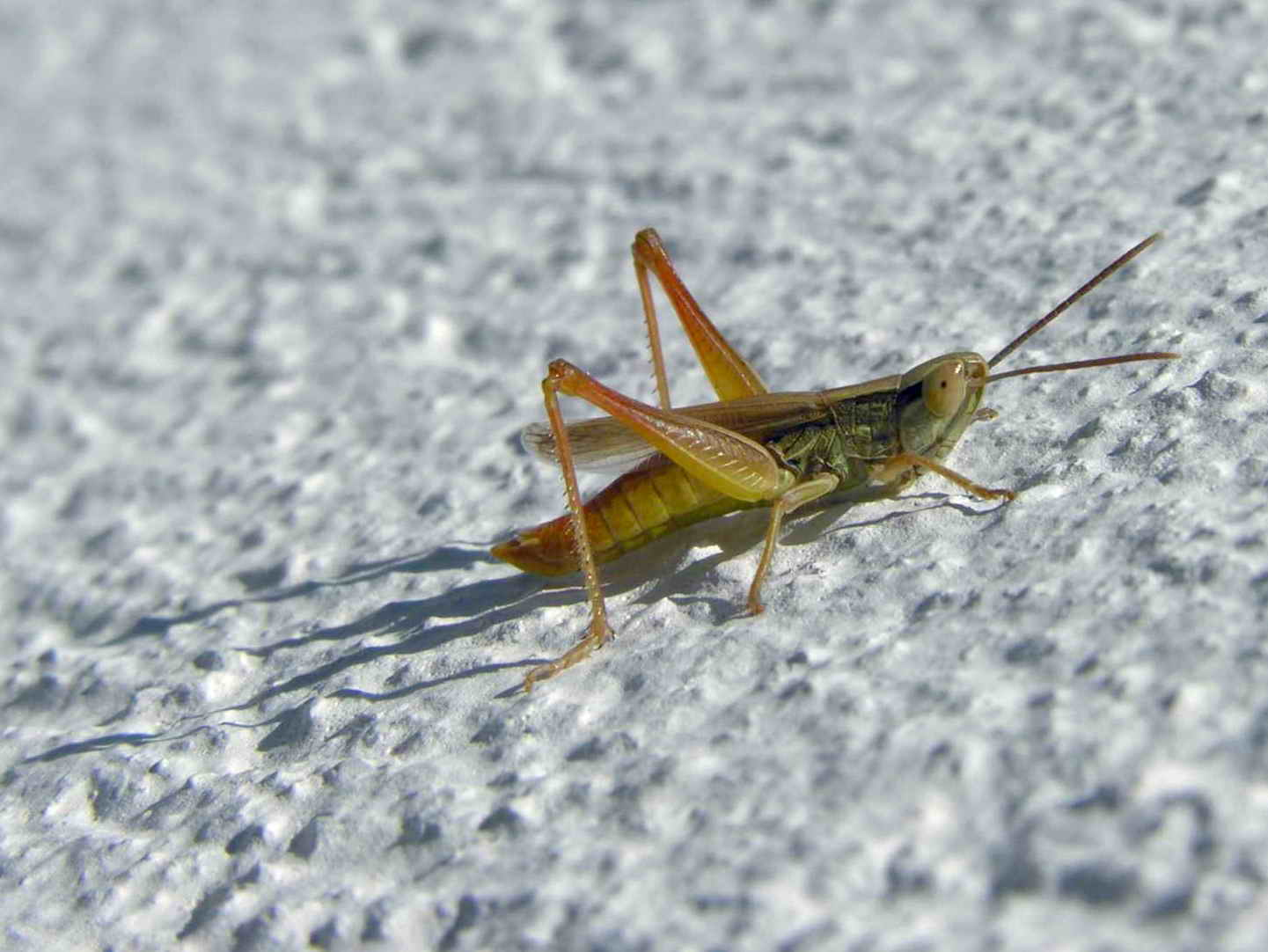
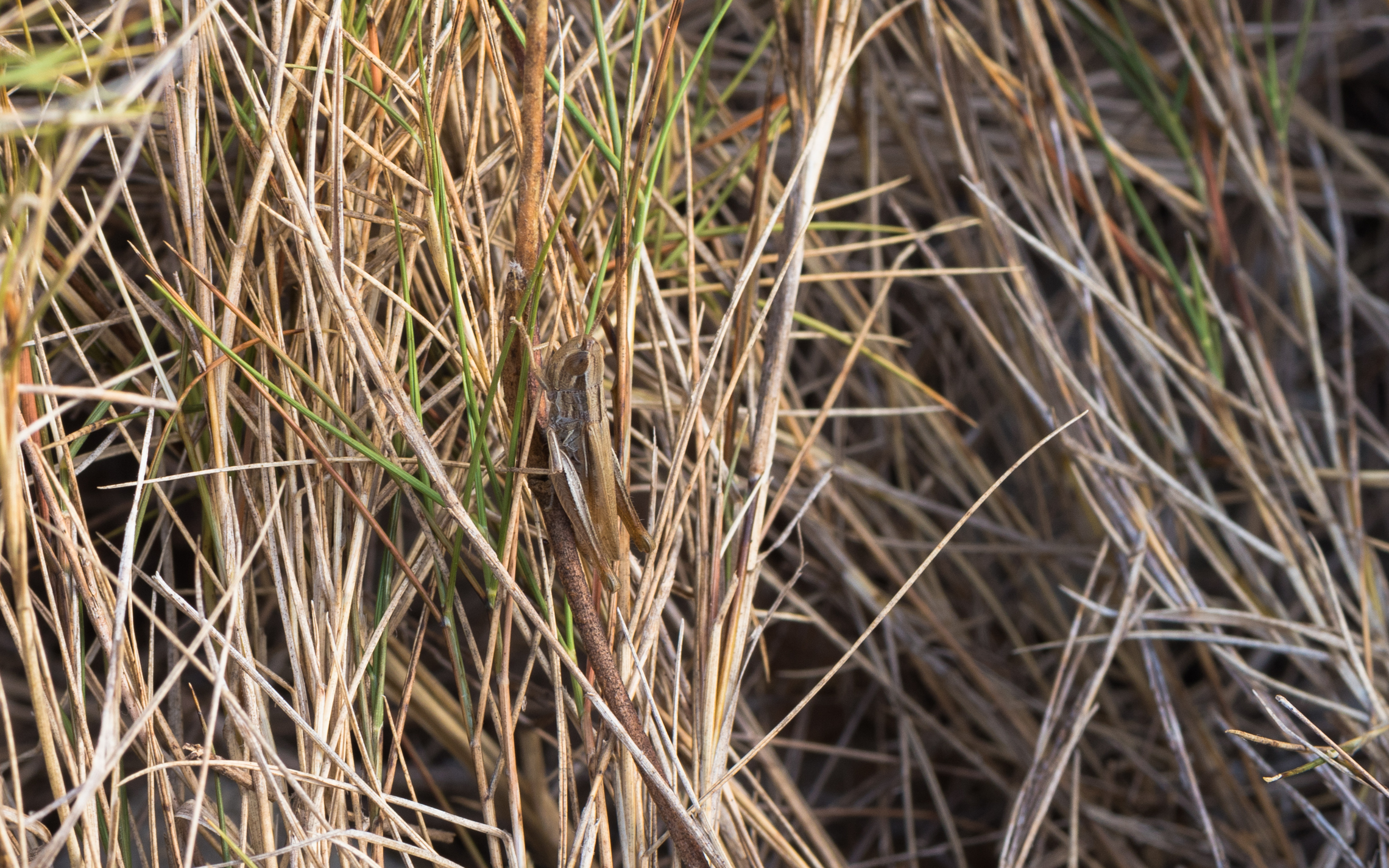
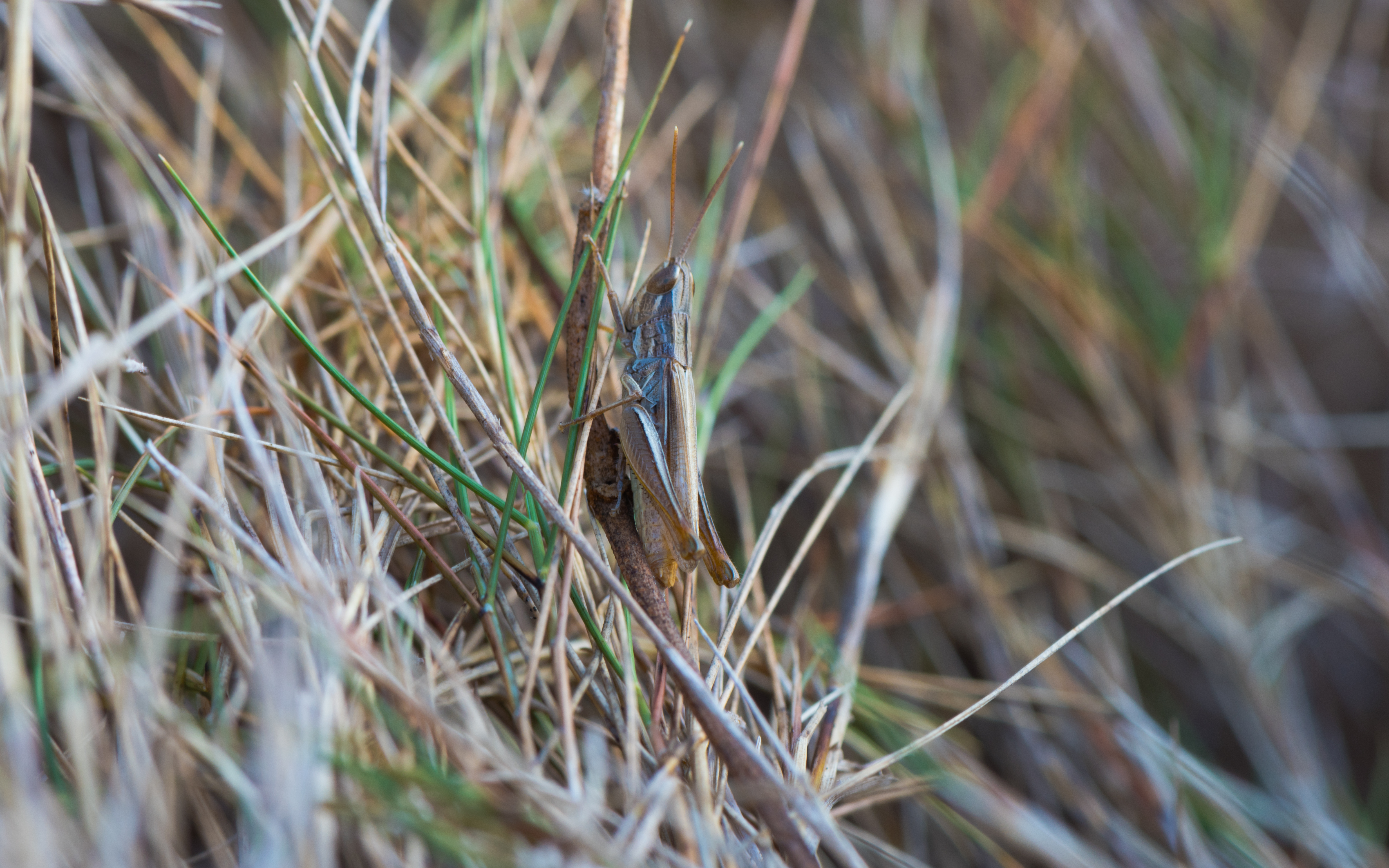
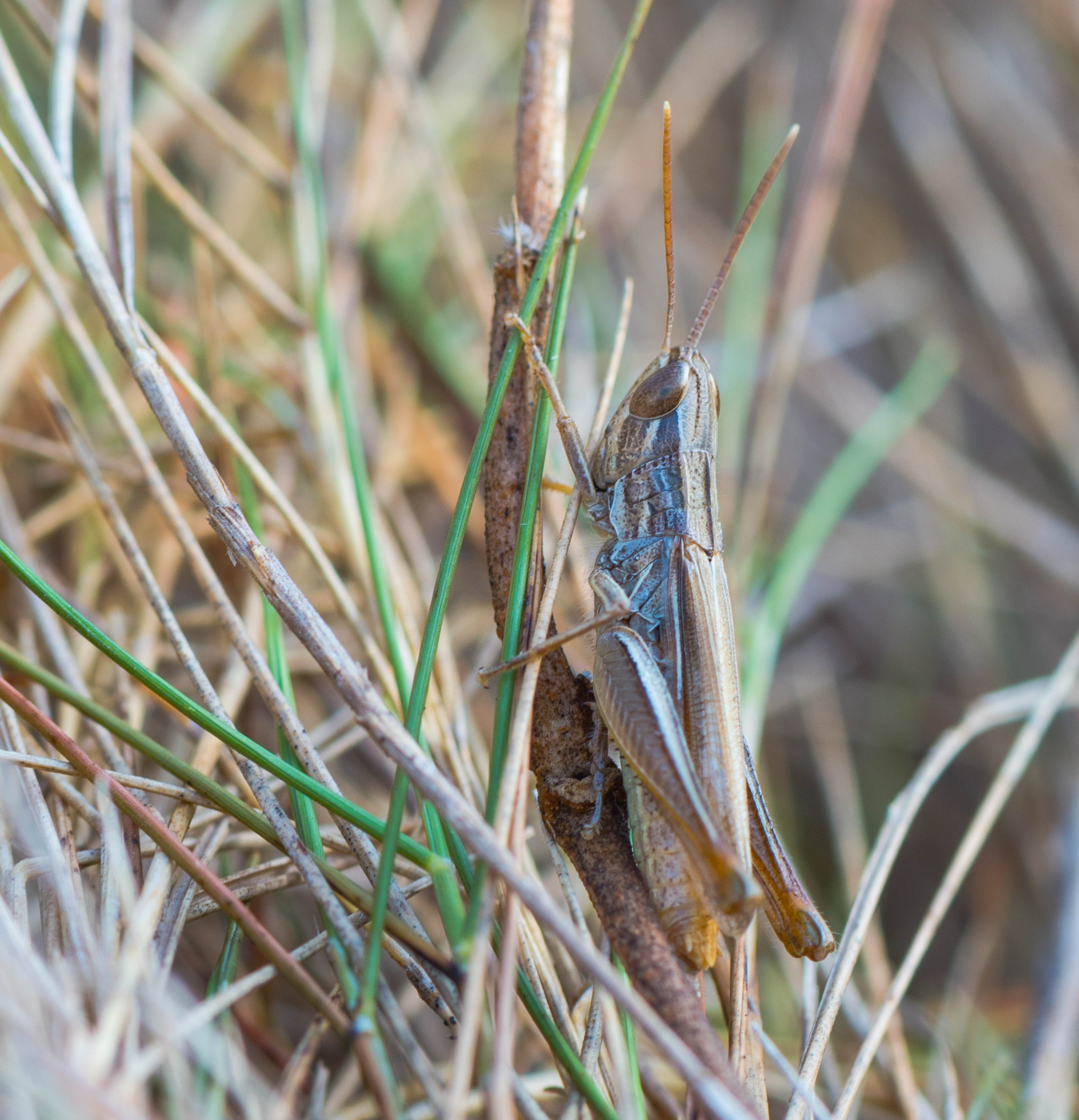
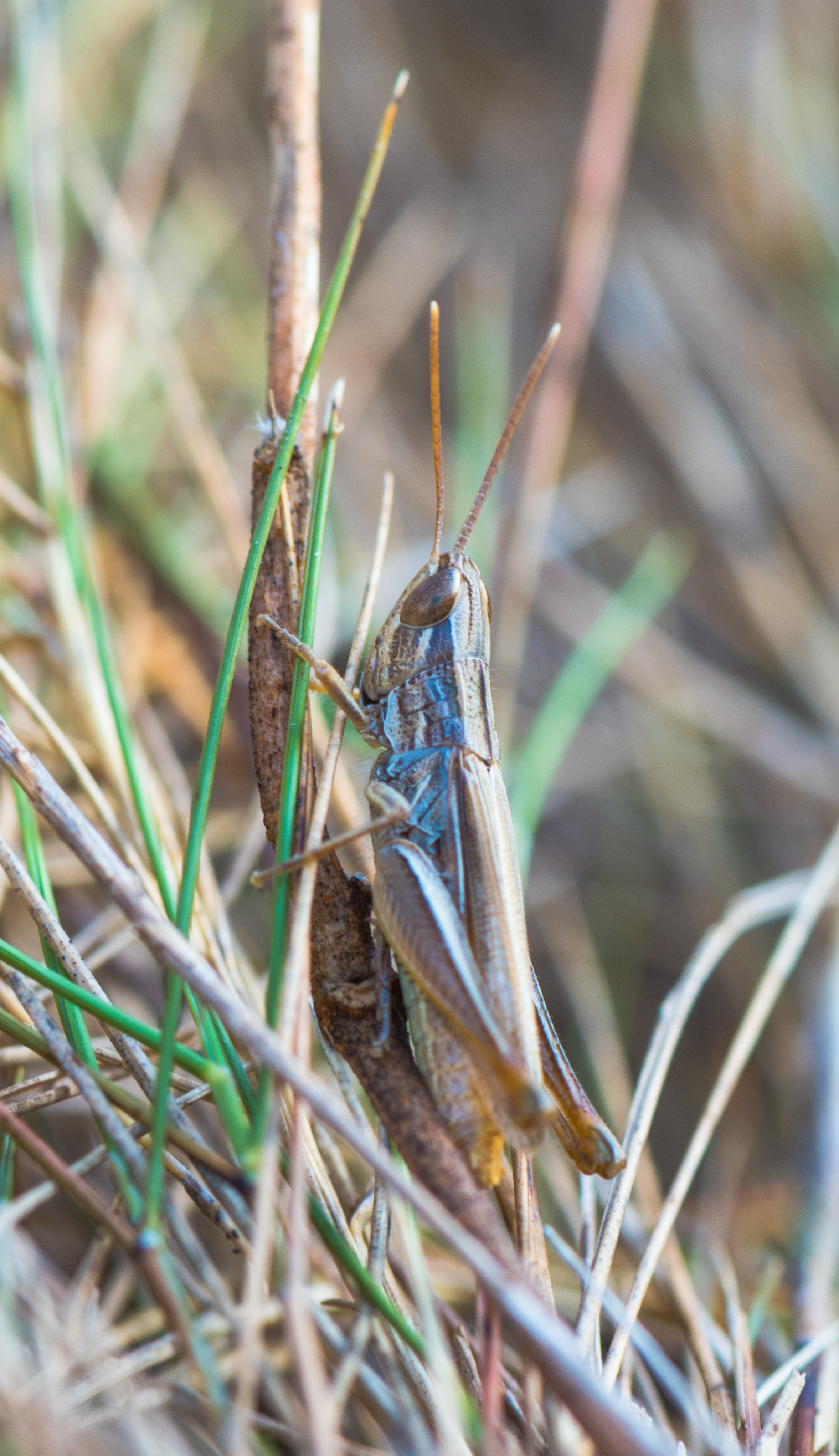
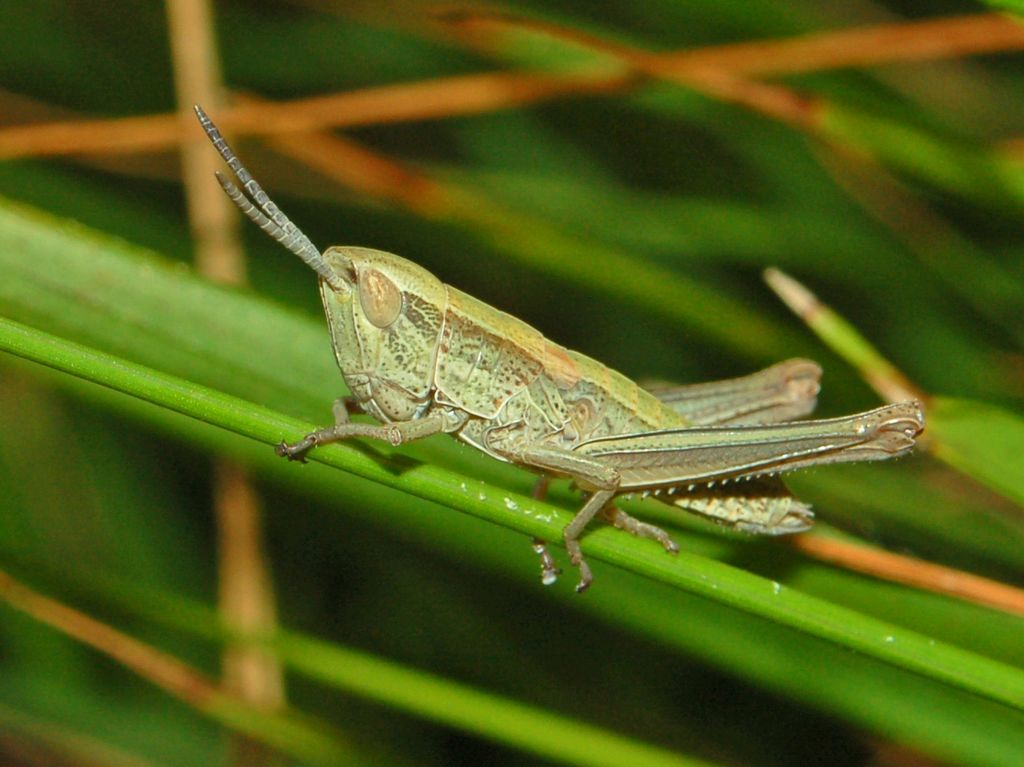

## Dottertaxa tillEuchorthippus, i alfabetisk ordning[1]
- Euchorthippus acarinatus
- Euchorthippus albolineatus
- Euchorthippus angustulus
- Euchorthippus aquatilis
- Euchorthippus arabicus
- Euchorthippus changlingensis
- Euchorthippus chenbaensis
- Euchorthippus cheui
- Euchorthippus chopardi
- Euchorthippus choui
- Euchorthippus dahinganlingensis
- Euchorthippus declivus
- Euchorthippus elegantulus
- Euchorthippus flexucarinatus
- Euchorthippus fusigeniculatus
- Euchorthippus herbaceus
- Euchorthippus liupanshanensis
- Euchorthippus madeirae
- Euchorthippus nigrilineatus
- Euchorthippus pulvinatus
- Euchorthippus ravus
- Euchorthippus sardous
- Euchorthippus sinucarinatus
- Euchorthippus transcaucasicus
- Euchorthippus unicolor
- Euchorthippus weichowensis
- Euchorthippus vittatus
- Euchorthippus yungningensis
- Euchorthippus zhongtiaoshanensis
- Euchorthippus zuojianus